# Рональд Егіно
Рональд Егіно (ісп. Ronald Eguino, нар. 20 лютого 1988, Кочабамба) — болівійський футболіст, захисник клубу «Болівар».
Виступав, зокрема, за клуб «Реал Потосі», а також національну збірну Болівії.

## Клубна кар'єра
У професійному футболі дебютував 2007 року виступами за команду клубу «Реал Потосі», в якій провів три сезони, взявши участь у 106 матчах чемпіонату. Більшість часу, проведеного у складі «Реал Потосі», був основним гравцем захисту команди.
До складу клубу «Болівар» приєднався 2011 року. Відтоді встиг відіграти за команду з Ла-Паса 159 матчів в національному чемпіонаті.

## Виступи за збірну
2010 року дебютував в офіційних матчах у складі національної збірної Болівії. Наразі провів у формі головної команди країни 18 матчів.
У складі збірної був учасником Кубка Америки 2015 року в Чилі, Кубка Америки 2016 року в США.

## Титули і досягнення
- Чемпіон Болівії (3):

«Реал Потосі»: 2007
«Болівар»: 2011, 2013